# Assembleia Municipal de Leiria
A Assembleia Municipal de Leiria é o órgão autárquico responsável pelo debate, aprovação e fiscalização de projetos municipais, quer propostos pelos partidos, quer pela câmara municipal.

## Descrição Geral
A Assembleia Municipal de Leiria é composta por um total de 51 deputados municipais, sendo 18 destes, por inerência, os presidentes das várias Juntas de Freguesia do Concelho.
As sessões plenárias da Assembleia Municipal de Leiria realizam-se em datas previamente fixadas, geralmente no Teatro Miguel Franco.
Das Eleições autárquicas, realizadas em Outubro de 2021, resultou a eleição de 1 deputado para o Bloco de Esquerda, 1 para a Coligação Democrática Unitária, 33 para o Partido Socialista, 12 para o Partido Social Democrata, 1 para a Iniciativa Liberal, 1 para o CDS-PP e 2 para o Chega.